# Младен Панчев (архитект)
Младен Н. Панчев е български архитект, градостроител и ландшафтен архитект, професор в УАСГ.

## Биография
Баща му Ненчо Панчев е деятел на БИАД (Българско инженерно-архитектурно дружество) от 1928 година. Дядо му Младен Панчев в началото на века е директор на Народния етнографски музей в София.
Младен Панчев е роден през 1930 г. в София. Завършва архитектура и десетилетия наред работи в тази област. В Италия специализира реставрация на паметниците на културата по програма на ЮНЕСКО, а в Москва е специализант по градоустройство, ландшафт и паркова архитектура.
В края на 1960-е години, бидейки един от корифеите на Националния институт за паметници на културата, арх. Дино Панчев оглавява Пловдивската група архитекти, двама от които работят в града по проекти за Старинен Пловдив – Вера Коларова и Петър Дикиджиев.
През 1971 г. арх. Панчев изработва първия, и последен, цялостен градоустройствен план на Трихълмието, което скоро след това е обявено за архитектурно-исторически резерват със строг режим на регулация, застрояване и опазване.
Арх. Панчев проектира консервацията на Казанлъшката гробница и по негов проект е изградено копие на гробницата, предназначено за посетители.
Автор е на сградата на Националното училище за фолклорни изкуства „Филип Кутев“ в град Котел, за което е удостоен с наградата „Колю Фичето“.
Проф. Панчев е автор на основни трудове по паркова и аграрна ландшафтна архитектура. . През 1980 г. е издадена книгата му „Старите селища разказват“, посветена на тракийските могили, Севтополис, Никополис ад Иструм, Плиска, Велики Преслав и други стари и древни селища.
Проф. д-р арх. Младен Панчев е водещ преподавател вм УАСГ, Архитектурен факултет, катедра Градоустройство. Преподава по екология, опазване и възпроизводство на околната среда, природни екологични фактори и явления, антропогенни екологични фактори и предпоставки, основни екологични проблеми, екологични изисквания, правно-управленчески условия при опазване на околната среда.